# Нововоронежский район
Нововоронежский район — административно-территориальная единица в Воронежской области РСФСР, существовавшая в 1959-1963 годах. Административный центр — посёлок Нововоронежский.
30 июля 1928 года был образован Левороссошанский район с центром в селе Левая Россошь в составе Воронежского округа Центрально-Чернозёмной области. В него вошла территория бывшей Лево-Россошанской волости Коротоякского уезда Воронежской губернии.
После упразднения Центрально-Чернозёмной области 13 июня 1934 года Левороссошанский район вошёл в состав вновь образованной Воронежской области.
В 1939-1959 годах из состава района был выделен Каширский район.
3 июня 1959 года Левороссошанский район был переименован в Нововоронежский, а районный центр перенесен из села Левая Россошь в рабочий посёлок Нововоронежский.
1 февраля 1963 года Нововоронежский район был упразднён, его территория передана Новоусманскому району.